# Trzebiechów (Zielona Góra)
Pour les articles homonymes, voir Trzebiechów.
Trzebiechów (prononciation : [tʂɛˈbjɛxuf]) - (lors de la période allemande : Trebschen) est un village polonais de la gmina de Trzebiechów dans le powiat de Zielona Góra de la voïvodie de Lubusz dans l'ouest de la Pologne.
Le village est le siège administratif (chef-lieu) de la gmina appelée gmina de Trzebiechów.
Il est situé dans le bassin de l'Oder à 40 km au nord de Zielona Góra (siège du powiat et de la diétine régionale).
Le village compte approximativement une population de 920 habitants.

## Histoire
L'endroit est mentionné au XIIIe siècle et se trouve en possession du XVe au XVIIIe siècle de la famille von Troschke, issue de la noblesse de Bohême et venue ici en Brandebourg oriental. 

Trebschen obtient en 1707 les privilèges de ville et atteint son apogée au XVIIIe siècle en étant un centre de production de fouloirs. Trebschen perd néanmoins ses droits de ville en 1870. 

On construit en 1900 un sanatorium à l'initiative de la princesse Marie-Alexandra de Reuss. Cette région de la Nouvelle Marche de Brandebourg, appartenant à la province de Silésie, est occupée par l'Armée rouge en 1945.
Après la Seconde Guerre mondiale, avec les conséquences de la Conférence de Potsdam et la mise en œuvre de la ligne Oder-Neisse, le village est intégré à la République populaire de Pologne et prend le nom de Trzebiechów. La population d'origine allemande est expulsée et remplacée par des polonais.
De 1975 à 1998, le village appartenait administrativement à la voïvodie de Zielona Góra.

Depuis 1999, il appartient administrativement à la voïvodie de Lubusz.

## Monuments
- Église paroissiale catholique Notre-Dame de l'Assomption, de style néoclassique (1840)
- Château Renaissance, ancienne propriété des princes de Reuss
- Sanatorium (1903-1905), construit par Henry van de Velde

## Personnalités liées au village
- Karl Ludwig von Troschke (de) (1718-1801), général prussien
- Prince Henri XXIV Reuss de Köstritz (1855-1910), compositeur
- Princesse Éléonore de Reuss-Köstritz (1860-1917), future reine de Bulgarie
- Jerzy Łukaszewski (°1924), recteur du Collège d'Europe et ambassadeur de Pologne

## Galerie
|  |